# Coluna (jornal)
Uma coluna é um artigo redigido por um colunista, normalmente assinado, publicado com determinada regularidade num jornal, revista ou outro tipo de publicação, quer impressa, quer na Internet. A coluna pode ser publicada em revistas diariamente, semanalmente ou mensalmente. Se o artigo não se repetir, chama-se comentário. Se a coluna reflete a posição oficial da direção ou de um dos diretores do meio de comunicação, chama-se editorial.

## Características de uma coluna
A coluna diferencia-se de outros tipos de jornalismo por ter as seguintes características:
- É um artigo regular numa publicação;
- É normalmente assinado;
- Os temas podem ser variados.
- Contém explicitamente uma opinião ou ponto de vista do autor;
- O autor pode utilizar a primeira pessoa do singular;
- O autor pode definir o tom, o ponto de vista, etc. com que pretende dirigir-se aos seus leitores.

As colunas também podem ser divididas em dois tipos principais:
- Coluna de autor - geralmente identificadas com o nome ou pseudônimo do colunista, e podem ser acompanhadas pela fotografia. Baseia-se na ideia de criar uma certa cumplicidade entre o autor e o leitor, devido à familiaridade e frequência com que a coluna é publicada.
- Coluna temática - este tipo de coluna não está a cargo de um só colunista, mas sim de vários que dão a sua opinião sobre o mesmo tema. O tema pode ser variado, como o desporto, notícias internacionais, saúde, etc.
- As colunas abrangem alguns fatos ocorridos na sociedade